# Venezuela en la clasificación de Conmebol para la Copa Mundial de Fútbol de 1978
La selección de fútbol de Venezuela fue una de las nueve selecciones de fútbol que participaron en la clasificación de Conmebol para la Copa Mundial de Fútbol de 1978, en la que se definieron los representantes de Conmebol para la Copa Mundial de Fútbol de 1978, que se desarrolló en Argentina.

## Sistema de juego
Para la Copa Mundial de Fútbol de 1978, la Conmebol dispuso de cuatro plazas de las 24 totales del mundial. Una plaza estaba asignada automáticamente a Argentina como organizadora del Mundial de 1978. Los nueve equipos restantes se agruparon en tres grupos de tres equipos cada uno. Los partidos se jugaron por el sistema de liguilla, con encuentros en casa y como visita. Los primeros de cada grupo se clasificaron a la ronda final, en donde jugaron todos contra todos en campo neutral. Los dos primeros clasificaron para el Mundial, mientras que el tercero clasificó al repechaje contra una selección europea.

## Tabla final de posiciones
| Equipo    | Pts | PJ | PG | PE | PP | GF | GC | Dif |
| --------- | --- | -- | -- | -- | -- | -- | -- | --- |
| Bolivia   | 7   | 4  | 3  | 1  | 0  | 8  | 3  | +5  |
| Brasil    | 6   | 4  | 2  | 2  | 0  | 8  | 1  | +7  |
| Perú      | 6   | 4  | 2  | 2  | 0  | 8  | 2  | +6  |
| Chile     | 5   | 4  | 2  | 1  | 1  | 5  | 3  | +2  |
| Uruguay   | 4   | 4  | 1  | 2  | 1  | 5  | 4  | +1  |
| Paraguay  | 4   | 4  | 1  | 2  | 1  | 3  | 3  | 0   |
| Colombia  | 2   | 4  | 0  | 2  | 2  | 1  | 8  | –7  |
| Venezuela | 1   | 4  | 0  | 1  | 3  | 2  | 8  | –6  |
| Ecuador   | 1   | 4  | 0  | 1  | 3  | 1  | 9  | –8  |

## Partidos

### Grupo 2
| Equipo    | Pts | PJ | PG | PE | PP | GF | GC | Dif |
| --------- | --- | -- | -- | -- | -- | -- | -- | --- |
| Bolivia   | 7   | 4  | 3  | 1  | 0  | 8  | 3  | +5  |
| Uruguay   | 4   | 4  | 1  | 2  | 1  | 5  | 4  | +1  |
| Venezuela | 1   | 4  | 0  | 1  | 3  | 2  | 8  | –6  |

| 9 de febrero de 1977 | Venezuela | 1:1 (0:1) | Uruguay    | Estadio Brígido Iriarte, Caracas                   |                                                    |
|                      | Marín 88' | Reporte   | Olivera 5' | Asistencia: 5.000 espectadores Árbitro(s): Ramírez | Asistencia: 5.000 espectadores Árbitro(s): Ramírez |

| 6 de marzo de 1977 | Venezuela   | 1:3 (0:1) | Bolivia                             | Estadio Brígido Iriarte, Caracas                                 |                                                                  |
|                    | Iriarte 86' | Reporte   | Messa 5' · Tamayá 76' · Aguilar 80' | Asistencia: 5.034 espectadores Árbitro(s): Juan Silvagno Cavanna | Asistencia: 5.034 espectadores Árbitro(s): Juan Silvagno Cavanna |

| 13 de marzo de 1977 | Bolivia                   | 2:0 (1:0) | Venezuela | Estadio Libertador Simón Bolívar, La Paz                       |                                                                |
|                     | Tamayá 17' · Aragonés 53' | Reporte   |           | Asistencia: 21.217 espectadores Árbitro(s): Edison Pérez Núñez | Asistencia: 21.217 espectadores Árbitro(s): Edison Pérez Núñez |

| 17 de marzo de 1977 | Uruguay          | 2:0 (1:0) | Venezuela | Estadio Centenario, Montevideo                             |                                                            |
|                     | Pizzani 11', 83' | Reporte   |           | Asistencia: 4.383 espectadores Árbitro(s): Armando Marques | Asistencia: 4.383 espectadores Árbitro(s): Armando Marques |

## Goleadores
Los goleadores de la selección venezolana durante las clasificatorias fueron Carlos Marín y Rafael Iriarte, con una anotación cada uno. 
| Jugador        | Selección | Goles |
| -------------- | --------- | ----- |
| Carlos Marín   | Venezuela | 1     |
| Rafael Iriarte | Venezuela | 1     |